# Chondrorrhina abbreviata
Chondrorrhina abbreviata är en skalbaggsart som beskrevs av Fabricius 1792. Chondrorrhina abbreviata ingår i släktet Chondrorrhina och familjen Cetoniidae. Inga underarter finns listade i Catalogue of Life.